# Émile Derlin Henri Zinsou
Emile Derlin Henri Zinsou (Ouidah, Benín, 23 de marzo de 1918-Cotonú, 28 de julio de 2016) fue un político beninés. Estudió en escuelas locales y emigró a Francia, donde cursó Ciencias Políticas.
De regreso a Dahomey independiente (1960), comenzó a ejercer cargos públicos. Canciller (1962-1963 y 1965-1967), de ideología política anti-marxista.
Elegido presidente en las elecciones auspiciadas por el gobierno provisional de Alphonse Amadou Alley, dominó la jefatura de gobierno y de estado al mismo tiempo (1968-1969), apoyado por militares que ocuparon gran parte de su gabinete y que dieron estabilidad al país.
En 1969 fue derrocado por un grupo de militares liderados por el general Maurice Kouandété, pero nuevamente éste no contó con apoyo militar y entregó el mando al general Paul Émile de Souza, quien se encargaría del proceso democrático de transición.
En la década de 1980 fue parlamentario a la Asamblea Nacional, representando a Porto Novo. En 1990 fue mediador en la guerra civil de la República Democrática del Congo. A partir de 2007 es presidente honorario de la Unión Nacional para la Democracia y el Progreso.
Falleció el 28 de julio de 2016.
| Predecesor: Alphonse Amadou Alley | Presidente de la República de Benín 1968-1969 | Sucesor: Paul Émile de Souza |